# Ямковий Зіновій
Зіновій Ямковий (30 жовтня 1886, Синарна — 1 січня 1954, Сарргемін Франція) — сотник Армії УНР.

## Життєпис
Народився в селі Синарна Липовецького повіту на Київщині.
У 1915 році закінчив Військову Школу на Кавказі. Учасник Першої Світової війни на Румунському фронті. Брав активну участь в українізації військових частин і був делегатом 1-го Українського Військового Зїзду в Києві. В кінці 1917 року був призначеним Урядом Центральної Ради на посаду Високого Комісара на Румунському фронті де мав завдання направляти українізовані частини до Києва.
У часі Директорії був начальником повітової поліції в Липовці. Взяв участь в Першому Зимовому поході. На 1920 рік перебував у 1-му Залізному Курені при Штабі Дієвої Армії УНР. Пізніше був відкомандирований до Спільної Юнацької Школи на посаду курсового старшини.
На 1921 перебуває в польських таборах інтернування в Каліші. У Каліші в Зіновія народилася донька Лідія. Емігрував з родиною до Розьєр-о-Салін, регіон Лотарингія, Франція в 1924 році. У Франції працював на заводі і був дияконом в українській православній громаді.
Помер 1 січня 1954 року в місті Сарргемін, регіон Лотарингія у Франції.